# Chadwick, Illinois
Chadwick là một làng thuộc quận Carroll, tiểu bang Illinois, Hoa Kỳ. Năm 2010, dân số của làng này là 551 người.

## Dân số
Dân số qua các năm:
- Năm 2000: 505 người.
- Năm 2010: 551 người.